# Uruguai nos Jogos Olímpicos de Verão de 2020
O Uruguai competiu nos Jogos Olímpicos de Verão de 2020 em Tóquio. Originalmente programados para ocorrerem de 24 de julho a 9 de agosto de 2020, os Jogos foram adiados para 23 de julho a 8 de agosto de 2021, por causa da pandemia da COVID-19. Desde a estreia oficial da nação em 1924, atletas uruguaios compareceram a todas as edições dos Jogos Olímpicos de Verão, com exceção dos Jogos Olímpicos de Verão de 1980 em Moscou, devido ao apoio parcial ao boicote liderado pelos Estados Unidos.

## Competidores
Abaixo está a lista do número de competidores nos Jogos.
| Esporte   | Masculino | Feminino | Total |
| --------- | --------- | -------- | ----- |
| Atletismo | 1         | 2        | 3     |
| Judô      | 1         | 0        | 1     |
| Natação   | 1         | 1        | 2     |
| Remo      | 2         | 0        | 2     |
| Vela      | 1         | 2        | 3     |
| Total     | 6         | 5        | 11    |

## Atletismo
Os seguintes atletas uruguaios conquistaram marcas de qualificação, pela marca direta ou pelo ranking mundial, nos seguintes eventos de pista e campo (até o máximo de três atletas em cada evento):
- Nota– As posições para os eventos de pista são em relação à bateria do atleta
- Q = Qualificado para a próxima fase
- q = Qualificado para a próxima fase como o perdedor mais rápido ou, em eventos de campo, pela posição sem atingir o alvo para qualificação
- NR = Recorde nacional
- N/A = Fase não aplicável para o evento
- Bye = Atleta não precisou disputar aquela fase

Eventos de pista e estrada
| Atleta              | Evento          | Eliminatória | Eliminatória | Semifinal       | Semifinal       | Final           | Final           |
| Atleta              | Evento          | Resultado    | Posição      | Resultado       | Posição         | Resultado       | Posição         |
| ------------------- | --------------- | ------------ | ------------ | --------------- | --------------- | --------------- | --------------- |
| Déborah Rodríguez   | 800 m feminino  | 2:00,90      | 2 de 6       | 2:01,76         | 7 de 8          | Não classificou | Não classificou |
| María Pía Fernández | 1500 m feminino | 4:59,56      | 15           | Não classificou | Não classificou | Não classificou | Não classificou |

Eventos de campo
| Atleta        | Evento                       | Qualificação | Qualificação | Final           | Final           |
| Atleta        | Evento                       | Distância    | Posição      | Distância       | Posição         |
| ------------- | ---------------------------- | ------------ | ------------ | --------------- | --------------- |
| Emiliano Lasa | Salto em distância masculino | 7,95 m       | 13           | Não classificou | Não classificou |

## Judô
O Uruguai inscreveu uma judoca para o torneio olímpico com base no Ranking Olímpico Individual da International Judo Federation.
| Atleta           | Evento           | Fase de 32           | Oitavas de final     | Quartas de final     | Semifinais           | Repescagem           | Final / BM           | Final / BM |
| Atleta           | Evento           | Adversária Resultado | Adversária Resultado | Adversária Resultado | Adversária Resultado | Adversária Resultado | Adversária Resultado | Posição    |
| ---------------- | ---------------- | -------------------- | -------------------- | -------------------- | -------------------- | -------------------- | -------------------- | ---------- |
| Alain Aprahamian | -81 kg masculino |                      |                      |                      |                      |                      |                      |            |

## Natação
O Uruguai recebeu um convite de Universalidade da FINA para enviar seus nadadores de melhor ranking (um por gênero) para o respectivo evento individual nas Olimpíadas, baseado no Sistema de Pontos da FINA de 28 de junho de 2021. Foi a estreia da nação no esporte.
| Atleta        | Evento                | Eliminatória | Eliminatória | Semifinal | Semifinal | Final | Final   |
| Atleta        | Evento                | Tempo        | Posição      | Tempo     | Posição   | Tempo | Posição |
| ------------- | --------------------- | ------------ | ------------ | --------- | --------- | ----- | ------- |
| Enzo Martínez | 50 m livre masculino  |              |              |           |           |       |         |
| Nicole Frank  | 200 m medley feminino |              |              |           |           |       |         |

## Remo
O Uruguai qualificou um barco para o skiff duplo leve masculino após vencer a final da da Regata de Qualificação Olímpica das Américas de 2021 no Rio de Janeiro, Brasil.
| Atleta                     | Evento | Eliminatórias | Eliminatórias | Repescagem | Repescagem | Semifinais | Semifinais | Final | Final   |
| Atleta                     | Evento | Tempo         | Posição       | Tempo      | Posição    | Tempo      | Posição    | Tempo | Posição |
| -------------------------- | ------ | ------------- | ------------- | ---------- | ---------- | ---------- | ---------- | ----- | ------- |
| Skiff duplo leve masculino |        |               |               |            |            |            |            |       |         |

Legenda de Qualificação: FA=Final A (medalha); FB=Final B; FC=Final C; FD=Final D; FE=Final E ; FF=Final F; SA/B=Semifinais A/B; SC/D=Semifinais C/D; SE/F=Semifinais E/F; QF=Quartas-de-final; R=Repescagem

## Vela
Velejadores uruguaios qualificaram um barco em cada uma das seguintes classes através do Campeonato Mundial das Classes e das regatas continentais.
| Atleta                          | Evento                | Regata | Regata | Regata | Regata | Regata | Regata | Regata | Regata | Regata | Regata | Regata | Regata | Regata | Pontos | Posição |
| Atleta                          | Evento                | 1      | 2      | 3      | 4      | 5      | 6      | 7      | 8      | 9      | 10     | 11     | 12     | M*     | Pontos | Posição |
| ------------------------------- | --------------------- | ------ | ------ | ------ | ------ | ------ | ------ | ------ | ------ | ------ | ------ | ------ | ------ | ------ | ------ | ------- |
| Dolores Moreira                 | Laser Radial feminino |        |        |        |        |        |        |        |        |        |        | —      | —      |        |        |         |
| Pablo Defazio Dominique Knüppel | Nacra 17              |        |        |        |        |        |        |        |        |        |        |        |        |        |        |         |

M = Regata da medalha; EL = Eliminado – não avançou à regata da medalha